# 飛田もえ
飛田 もえ（とびた もえ、12月13日 - ）は、日本の小説家。血液型はB型。

## 経歴
ボーイズラブ小説を中心に活動。2003年に茜新社(オヴィスノベルズ)より出版した「料亭遊戯」は、5年後の2008年にドラマCD化されている。

## 作品
- お兄様のよこしまなキス（2002年7月、木村メタヲ、オヴィスノベルズ）
- 微熱のエゴイスト（2002年12月、葛井美鳥、オヴィスノベルズ）
- 真夜中に嘘を抱いて（2003年5月、岩清水うきや、ジーン・ノベルズ）
- レンアイ加速度方程式（2003年6月、御国紗帆、オヴィスノベルズ）
- 料亭遊戯（2003年10月、中村春菊、オヴィスノベルズ）
- あげ★ちん〜ギャンブラーの憂鬱〜（2003年11月、神葉理世、ピアスノベルス）
- なりふりかまっちゃいられない（2004年2月、こいでみえこ、クリスタル文庫）
- 南へ向かえ!（2004年4月6日、南天佑、ピアスノベルス）
- 海色のドロップ（2004年5月、天禅桃子、オヴィスノベルズ）
- らぶ★ちん〜ギャンブラーの受難〜（2004年10月8日、神葉理世、ピアスノベルス）
- 夜の雨は密やかにふたりを濡らす（2004年2月21日、桜遼、アイノベルズ）